# Ernest Adolphus Leopold Gueterbock
Ernest Adolphus Leopold Gueterbock, britanski general, * 1897, † 1984.